# دوغان (الحديدة)
دوغان هي إحدى قرى مديرية القناوص، التابعة لمحافظة الحديدة اليمنية، بلغ تعداد سكانها 1758 نسمة حسب الإحصاء الذي أجري عام 2004.